# Albert N. Keim
Albert N. Keim (* 31. Oktober 1935 in Hartville; † 27. Juni 2008) war ein US-amerikanischer Historiker.

## Leben
Er erwarb Abschlüsse an der Eastern Mennonite University (BA, 1963), der University of Virginia (MA 1965 Henry de Blois: Abbot of Glastonbury and Bishop of Winchester.) und der Ohio State University (PhD 1971 John Foster Dulles and the Federal Council of Churches, 1937–1949). Er lehrte 35 Jahre lang Geschichte an der Eastern Mennonite University und ging im Jahr 2000 in den Ruhestand.

## Schriften (Auswahl)
- Compulsory education and the Amish. The right not to be modern. Boston 1976, ISBN 0-8070-0500-2.
- mit Grant M. Stoltzfus: The politics of conscience. The historic peace churches and America at war, 1917–1955. Scottdale 1988, ISBN 0-8361-1295-4.
- The CPS story. An illustrated history of Civilian Public Service. Intercourse 1990, ISBN 1-56148-002-9.
- Harold S. Bender, 1897–1962. Scottdale 1998, ISBN 0-8361-9084-X.